# 山川発電所
山川発電所（やまがわはつでんしょ）は、鹿児島県指宿市山川小川にある、九電みらいエナジー（九州電力の子会社）が運営する出力3万キロワットの地熱発電所。

## 概要
地熱によって加熱された高温の蒸気を利用して発電を行う。阿多カルデラ内部の地熱地帯にあたり近くに伏目温泉がある。国内の地熱発電所の殆どは山間部の高地にあるが、山川発電所は海の近くの低地（標高43メートル）に位置して海も見えるという特異な存在である。
2009年2月現在、深さ1600mから2100mの井戸が12本あり、合計で1時間あたり225トンの蒸気を得ている。発電に利用された後の熱水は9本の還元井で地下に戻される。運転監視は約80km離れた川内発電所で行っている。
発電所には展示館が併設されており、見学が可能である。

## 発電設備
- 山川発電所[2]
  - 定格出力：30,000kW
  - 営業運転開始：1995年（平成7年）3月
- 山川バイナリー発電所[3]
  - 定格出力：4,990ｋW
  - 営業運転開始：2018年（平成30年）2月

## 歴史
- 1977年（昭和52年） - 石油資源開発株式会社により地質等の調査を開始。
- 1988年（昭和63年）10月 - 石油資源開発と九州電力が地熱発電に関する基本協定を締結。
- 1988年12月 - 九州地熱株式会社が設立され、石油資源開発から開発事業を引き継ぐ。
- 1990年（平成2年） - 噴気試験によって3万キロワットの発電が可能であることが確認される。
- 1993年（平成5年）9月 - 発電所建設に着工。蒸気生産設備を九州地熱株式会社が運営し、発電設備を九州電力が運営することとなった。
- 1995年（平成7年）3月1日 - 営業運転を開始。指宿市、山川町、開聞町の約1万5000世帯に電力を供給する。日本では7番目、九州では大岳発電所、八丁原発電所に次いで3番目の事業用地熱発電所である。
- 2005年（平成17年）2月1日 - 九州地熱株式会社の事業撤退に伴い、蒸気生産設備が九州電力へ譲渡された[4]。
- 2016年8月 - 山川バイナリー発電所の建設地に有った、公園、駐車場の移設工事を開始。
- 2017年5月 - 山川バイナリー発電所の発電設備工事開始、同年10月に試験と試運転開始し、2018年2月に営業運転を開始した。
- 2024年4月 - 山川発電所が九州電力から九電みらいエナジー株式会社（九州電力の子会社）に移管された[5]。